# Mops condylurus
Mops condylurus är en däggdjursart som först beskrevs av Andrew Smith 1833.  Mops condylurus ingår i släktet Mops och familjen veckläppade fladdermöss.
Inga underarter finns listade i Catalogue of Life. Wilson & Reeder (2005) skiljer mellan fyra underarter.

## Utseende
Arten blir med svans 11,2 till 13,1cm lång, svanslängden är 3,8 till 5,5cm och vikten är 16 till 28g. Djuret har 1,1 till 1,3cm långa bakfötter, 4,3 till 4,9cm långa underarmar och 1,5 till 2,0cm stora öron. På ovansidan förekommer mörkbrun päls. En strimma tvärs över ryggen nära axlarna är bara täckt av korta hår och ser naken ut. Mops condylurus har en ljus rödbrun strupe, ett ljust grå till gråbrunt bröst och en vitaktig buk. Längs vingarnas kant sträcker sig ett band av vita eller ljus rödbruna till ljusgråa hår. Själva flygmembranen är ljusbrun, även mellan bakbenen.

## Utbredning
Denna fladdermus förekommer i stora delar av Afrika söder om Sahara. Utbredningsområdets norra gräns sträcker sig från Senegal till Sudan och i syd når arten östra Sydafrika. Mops condylurus saknas i centrum av Kongoflodens slättland. Habitatet utgörs främst av savanner men arten uppsöker även angränsande skogar. Individerna vilar på dagen i grottor, i bergssprickor, i trädens håligheter och i byggnader.

## Ekologi
Mops condylurus bildar oftast flockar med upp till 12 exemplar men i särskild lämpliga grottor kan en koloni ha några hundra eller tusen medlemmar. I grottorna förekommer ofta höga temperaturer, i flera fall upp till 40 °C och sällan upp till 50 °C. Under kalla tider intar individerna ibland ett stelt tillstånd (torpor). Fladdermusens talgkörtlar avsöndrar doftande ämnen som används för kommunikationen i kolonin. Arten jagar flygande insekter mellan skymningen och gryningen. Vanligen lämnas gömstället under kvällen av två exemplar för att förvirra möjliga fiender och sedan följer hela flocken.
I södra delen av utbredningsområdet har honor två kullar per år. De blir parningsberedda cirka en till tre veckor efter ungarnas födelse. Honan är cirka 85 dagar dräktig och ungarna diar sin mor 50 till 60 dagar.
Individer av arten kan vara värd för ebolaviruset. Enligt en studie av det tyska Robert Koch institutet orsakades ebolautbrottet i Västafrika 2014 av en individ som tillhör Mops condylurus. Forskarna antar att viruset överfördes direkt eller genom spillning till en pojke.

## Status
Kolonier som vilar i byggnader betraktas ibland som störande. Allmänt har arten en stor utbredning och den hittas i olika skyddsområden. IUCN listar Mops condylurus som livskraftig (LC).